# Музикален музей на Македония
Музикалният музей на Македония е музей в град Солун, Гърция. Музеят е открит в 1984 година от гръцкия композитор Стелиолос Копсахилис, който подарява своята музикална колекция на Историко-етнографическото общество на Халкидика. Музеят се помещава в сградата на това общество, докато не получава постоянна сграда в 1997 година.
Експозицията на музея включва музикален материал от Македония, а също и от европейските страни. Македонската колекция се състои от традиционни инструменти, фотографии на музиканти, записи на византийска и народна музика, книги и сцени от музикални спектакли, изображения на древнегръцка керамика. Европейската колекция включва музикални инструменти, музикальни награди и монети, имащи отношение към музикалната тематика.
Музеят организира временни изложби в Солун и други гръцки градове.